# Veratrina
La veratrina è una miscela di alcaloidi: cevadina, veratridina, cevadillina, sabadina e cevina, ottenuti dai semi maturi essiccati di Schoenocaulon officinale. 
La veratrina non deve essere confusa con le protoveratrine ottenute dall'elleboro bianco e verde (Veratrum album e V. viride). 
La veratrina possiede sulle terminazioni periferiche dei nervi un'azione farmacologica simile a quella dell'aconito. Ha un'intensa azione irritante locale e sulla muscolatura liscia mostra una potente attività stimolante diretta.
Si presenta come una polvere bianca o bianco-grigiastra, molto poco solubile in acqua (1:1800), poco solubile in acqua bollente (1:1000) e in glicerolo, molto solubile in alcool (1:2,8), in etere (1:4,2), negli acidi diluiti, in benzene e in alcool amilico, solubilissima in cloroformio (1:0,7), moderatamente solubile in olio d'oliva (1:80), insolubile in etere di petrolio. Il punto di fusione è 145-155 °C 
La veratrina è un irritante topico: veniva applicato sulla cute per le sue proprietà analgesiche e parassiticide, in particolare contro i pidocchi. Oggi non viene più utilizzata poiché anche l'applicazione topica comporta un alto rischio di avvelenamento per assorbimento sistemico. 
Identificazione in laboratorio:  1) La sostanza, in soluzione acquosa acida, assorbe nell'UV alle lunghezze d'onda di 262 e 292 nm. 2) Lo spettro IR, registrato in KBr, mostra assorbimenti identici a quelli di uno standard di riferimento (1270, 1085, 1111, 1136, 1234, 1035 cm1). 3) Esame TLC su piastre ricoperte di gel di silice G, 250 µ di spessore, impregnate di soluzione metanolica di potassio idrossido 0,1 M; eluente: metanolo/ammoniaca concentrata (100/1,5); rivelante: soluzione iodoplatinica acida; Rf=0,59. 4) Con il reattivo di Mandelin si ottiene colorazione gialla che vira prima all'arancione e poi al bruno-violetto. 
Se ingerita, la veratrina causa vomito violento, effetto purgativo, intensa sensazione di bruciore in bocca e in gola e debolezza muscolare generalizzata. Essa ha un forte potere irritante sulle mucose già a piccole dosi e per questo motivo non deve essere ingerita e deve essere maneggiata con estrema cautela.